# Wetterkogel (Hochalpe)
Der Wetterkogel (1643 m) ist der höchste Gipfel der Hochalpe (Hochalm) im engeren Sinne.

## Lage und Umgebung
Der Wetterkogel ist der höchste Gipfel eines West-Ost verlaufenden Bergrückens am Nordende der Gleinalpe, der gemeinhin als Hochalpe bzw. Hochalm bezeichnet wird. Mit dem Herrenkogel hat er einen fast gleich hohen (1642 m) östlichen Nachbarn, von dem er nur durch einen flachen Sattel (1598 m) getrennt ist. Im Nordwesten ist ihm der Hühnerkogel (1593 m) vorgelagert. Nach Norden fällt der Wetterkogel in relativ sanftem Gelände zum Kleinen Gößgraben und dem Trasattel ab. Vom Gipfelbereich zweigt ein Rücken in südwestliche Richtung zum Sattel beim Almwirt ab. Westlich dieses Rückens liegt der Große Gößgraben, östlich davon (und damit an der Südflanke des Wetterkogels) ein unzugängliches Gebiet mit dem Flurnamen In der Höll.
Der Wetterkogel hat keinen ausgeprägten Gipfel (und auch kein Gipfelkreuz), aber dennoch eine bemerkenswerte Rundumsicht. Einige freierodierte Felsen bilden den höchsten Punkt des Berges. Westlich bzw. südwestlich des Gipfels erstreckt sich ein Almgebiet, das ebenfalls als Hochalm bezeichnet wird. Dort befindet sich eine Hütte, die in der warmen Jahreszeit bewirtschaftet wird. Am Osthang des erwähnten, nach Südwesten abzweigenden Rückens liegt das Jagdschloss Hochalm.

## Wege
Am Sattel zwischen Wetterkogel und Herrenkogel treffen der Nord-Süd-Weitwanderweg (und damit auch der Europäische Fernwanderweg E6), der vom Trasattel kommt, auf den von Osten über den Kamm der Hochalpe verlaufenden Zentralalpenweg. Die Wege laufen anschließend gemeinsam über den Gipfel des Wetterkogels und über den nach Südwesten abfallenden Rücken zum Sattel beim Almwirt.

Galerie
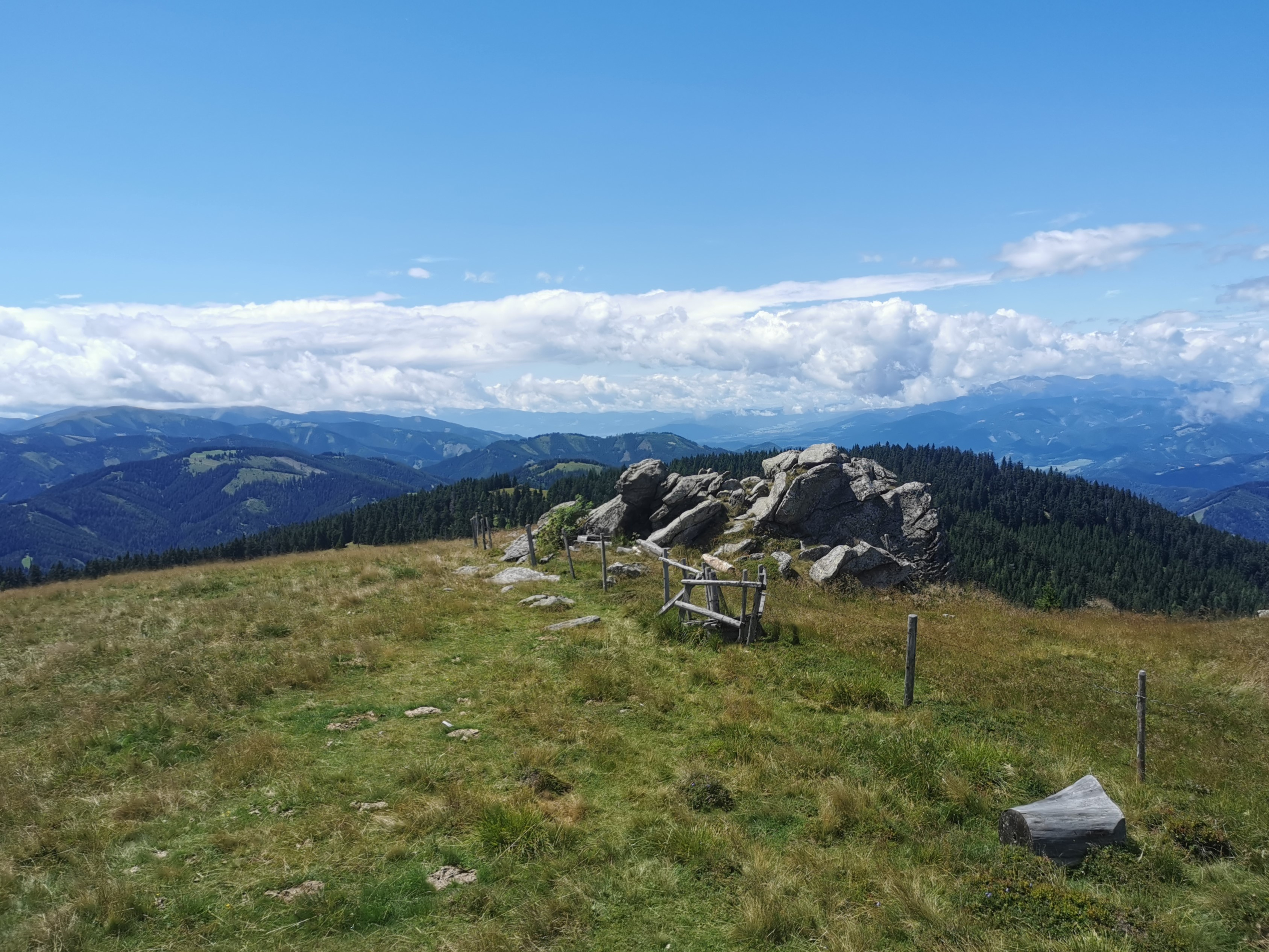
Blick über den Gipfelbereich nach Südwesten
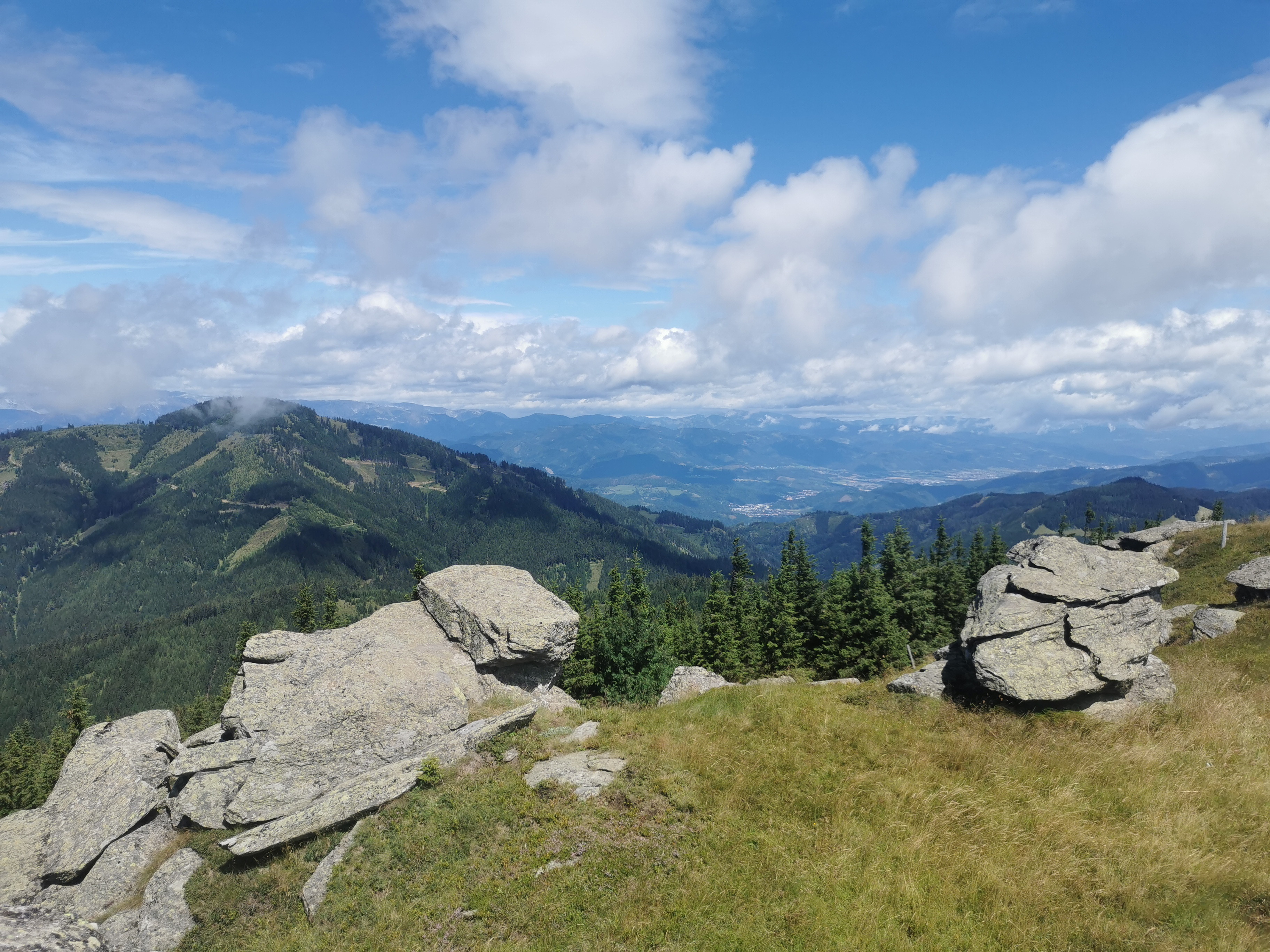
Blick vom Gipfel nach Nordost, links das Roßeck, rechts im Hintergrund Bruck an der Mur.
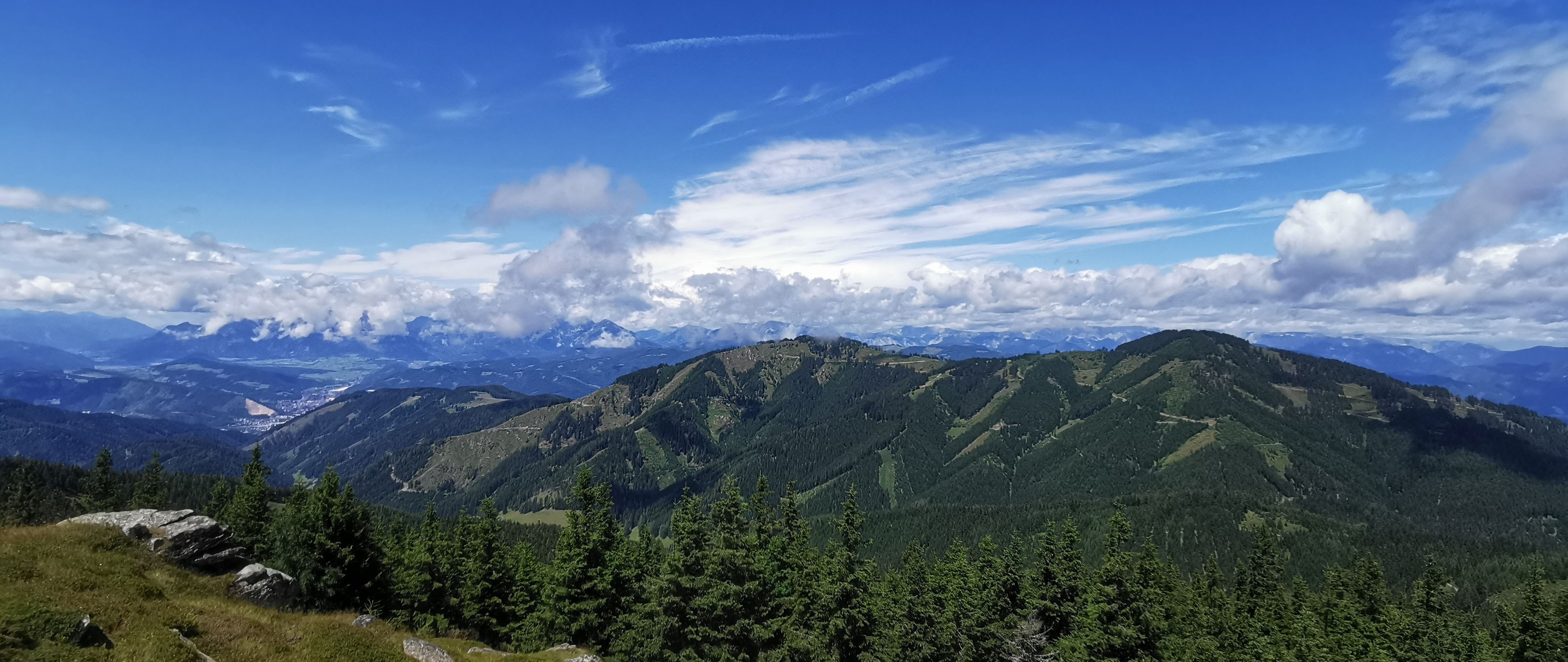
Blick vom Wetterkogel nach Nordwesten auf Roßeck und Mugel, mittig links Leoben.
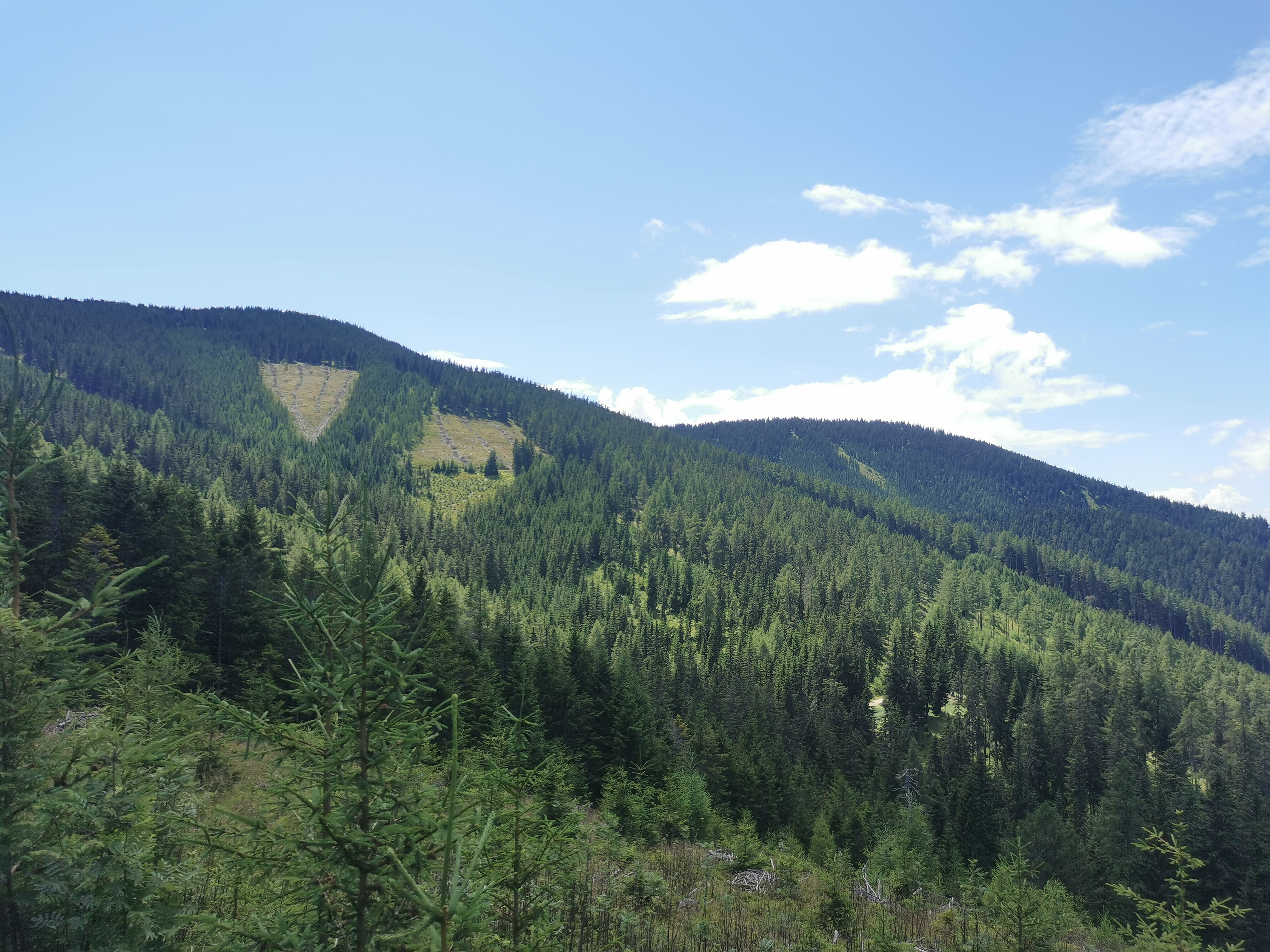
Nordhänge von Wetterkogel (links) und Hühnerkogel.
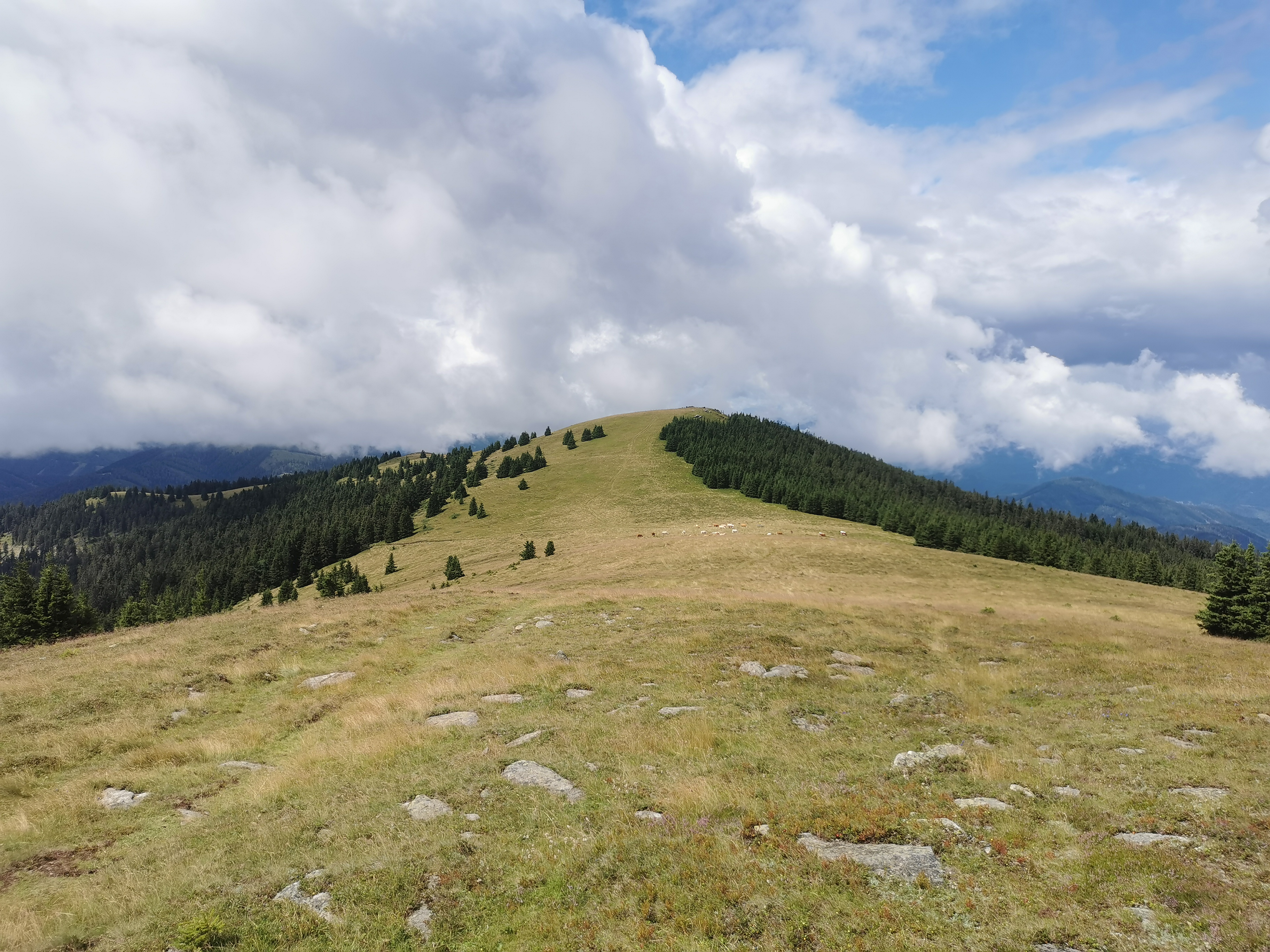
Blick vom Sattel zwischen Herrenkogel und Wetterkogel auf den Wetterkogel.